# Paweł Bochniewicz
Paweł Bochniewicz (Dębica, 30 gennaio 1996) è un calciatore polacco, difensore dell'Heerenveen e della nazionale polacca.

## Caratteristiche tecniche
È un difensore centrale, capace di giocare anche da mediano; è dotato di un buon palleggio e di senso della posizione, nonché abile nella marcatura ad uomo. È stato paragonato al connazionale Kamil Glik.

## Carriera
Cresciuto nei settori giovanili di squadre polacche come lo Stal Mielec, nel 2012 viene ceduto alla Reggina, portato nella squadra calabrese da Nicola Amoruso. Dopo aver raccolto 11 presenze in campionato, nel 2014 viene acquistato per un milione di euro dall'Udinese, con cui firma un quinquennale. Trascorre una stagione con la formazione Primavera del club friulano, per poi passare in prestito due stagioni al Granada B. Debutta quindi con l'Udinese il 30 novembre 2017, nella partita di Coppa Italia vinta per 8-3 contro il Perugia, sostituendo al 73º minuto Giuseppe Pezzella. Il 18 gennaio 2018 si trasferisce a titolo temporaneo al Górnik Zabrze.

## Statistiche

### Presenze e reti nei club
Statistiche aggiornate al 10 settembre 2020.
| Stagione             | Squadra              | Campionato           | Campionato | Campionato | Coppe nazionali | Coppe nazionali | Coppe nazionali | Coppe continentali | Coppe continentali | Coppe continentali | Altre coppe | Altre coppe | Altre coppe | Totale | Totale |
| Stagione             | Squadra              | Comp                 | Pres       | Reti       | Comp            | Pres            | Reti            | Comp               | Pres               | Reti               | Comp        | Pres        | Reti        | Pres   | Reti   |
| -------------------- | -------------------- | -------------------- | ---------- | ---------- | --------------- | --------------- | --------------- | ------------------ | ------------------ | ------------------ | ----------- | ----------- | ----------- | ------ | ------ |
| 2013-2014            | Reggina              | B                    | 11         | 0          | CI              | -               | -               | -                  | -                  | -                  | -           | -           | -           | 11     | 0      |
| 2015-2016            | Granada B            | SDB                  | 20         | 2          | -               | -               | -               | -                  | -                  | -                  | -           | -           | -           | 20     | 2      |
| 2016-2017            | Granada B            | SDB                  | 26         | 2          | -               | -               | -               | -                  | -                  | -                  | -           | -           | -           | 26     | 2      |
| Totale Granada B     | Totale Granada B     | Totale Granada B     | 46         | 4          |                 | -               | -               |                    | -                  | -                  |             | -           | -           | 46     | 4      |
| 2017-gen. 2018       | Udinese              | A                    | 0          | 0          | CI              | 2               | 0               | -                  | -                  | -                  | -           | -           | -           | 2      | 0      |
| gen.-giu. 2018       | Górnik Zabrze        | E                    | 14         | 1          | CP              | 2               | 0               | -                  | -                  | -                  | -           | -           | -           | 16     | 1      |
| 2018-2019            | Górnik Zabrze        | E                    | 32         | 1          | CP              | 4               | 0               | -                  | -                  | -                  | -           | -           | -           | 16     | 1      |
| 2019-2020            | Górnik Zabrze        | E                    | 33         | 1          | CP              | 2               | 0               | -                  | -                  | -                  | -           | -           | -           | 16     | 1      |
| ago. 2020            | Górnik Zabrze        | E                    | 2          | 1          | CP              | 1               | 1               | -                  | -                  | -                  | -           | -           | -           | 3      | 2      |
| Totale Górnik Zabrze | Totale Górnik Zabrze | Totale Górnik Zabrze | 83         | 4          |                 | 9               | 1               |                    | -                  | -                  |             | -           | -           | 92     | 5      |
| Totale carriera      | Totale carriera      | Totale carriera      | 140        | 8          |                 | 11              | 1               |                    | -                  | -                  |             | -           | -           | 151    | 9      |

### Cronologia presenze e reti in nazionale
| Cronologia completa delle presenze e delle reti in nazionale ― Polonia | Cronologia completa delle presenze e delle reti in nazionale ― Polonia | Cronologia completa delle presenze e delle reti in nazionale ― Polonia | Cronologia completa delle presenze e delle reti in nazionale ― Polonia | Cronologia completa delle presenze e delle reti in nazionale ― Polonia | Cronologia completa delle presenze e delle reti in nazionale ― Polonia | Cronologia completa delle presenze e delle reti in nazionale ― Polonia | Cronologia completa delle presenze e delle reti in nazionale ― Polonia |
| Data                                                                   | Città                                                                  | In casa                                                                | Risultato                                                              | Ospiti                                                                 | Competizione                                                           | Reti                                                                   | Note                                                                   |
| ---------------------------------------------------------------------- | ---------------------------------------------------------------------- | ---------------------------------------------------------------------- | ---------------------------------------------------------------------- | ---------------------------------------------------------------------- | ---------------------------------------------------------------------- | ---------------------------------------------------------------------- | ---------------------------------------------------------------------- |
| 7-10-2020                                                              | Danzica                                                                | Polonia                                                                | 5 – 1                                                                  | Finlandia                                                              | Amichevole                                                             | -                                                                      | 46’                                                                    |
| 11-11-2020                                                             | Chorzów                                                                | Polonia                                                                | 2 – 0                                                                  | Ucraina                                                                | Amichevole                                                             | -                                                                      |                                                                        |
| 17-11-2023                                                             | Varsavia                                                               | Polonia                                                                | 1 – 1                                                                  | Rep. Ceca                                                              | Qual. Euro 2024                                                        | -                                                                      | 36’ 58’                                                                |
| Totale                                                                 |                                                                        | Presenze                                                               | 3                                                                      |                                                                        | Reti                                                                   | 0                                                                      |                                                                        |